# Grands rhétoriqueurs

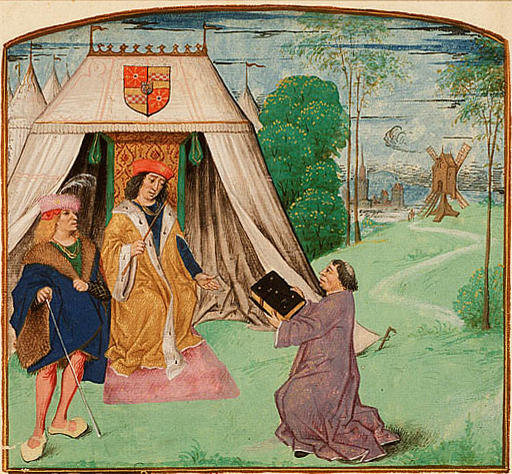
Le grand rhétoriqueur Jean Molinet présentant son ouvrage à Philippe de Clèves.

Les grands rhétoriqueurs (ou « grands rhéteurs ») est un terme inventé au XIXe siècle pour désigner des poètes de cour de langue française du milieu du XVe siècle au début du XVIe siècle. D'après Paul Zumthor, Charles d'Héricault extrait, en 1861, le terme de « rhétoriqueur » de la satire des Droits Nouveaux (1481) de Guillaume Coquillart, dans laquelle il désignait les gens de justice.

## Dénomination
Le nom de « grands rhétoriqueurs » vient de la publication de plusieurs traités du XVe siècle sur la versification utilisant le terme de « rhétorique » dans leurs titres, comme dans les Arts de seconde rhétorique, la « seconde rhétorique » codifiant alors la poésie, ou la « rhétorique vulgaire » (c’est-à-dire « vernaculaire », par opposition à la rhétorique « latine »). Ces manuels poétiques suggéraient que la rime était une forme ou une branche de la rhétorique.

## Principes

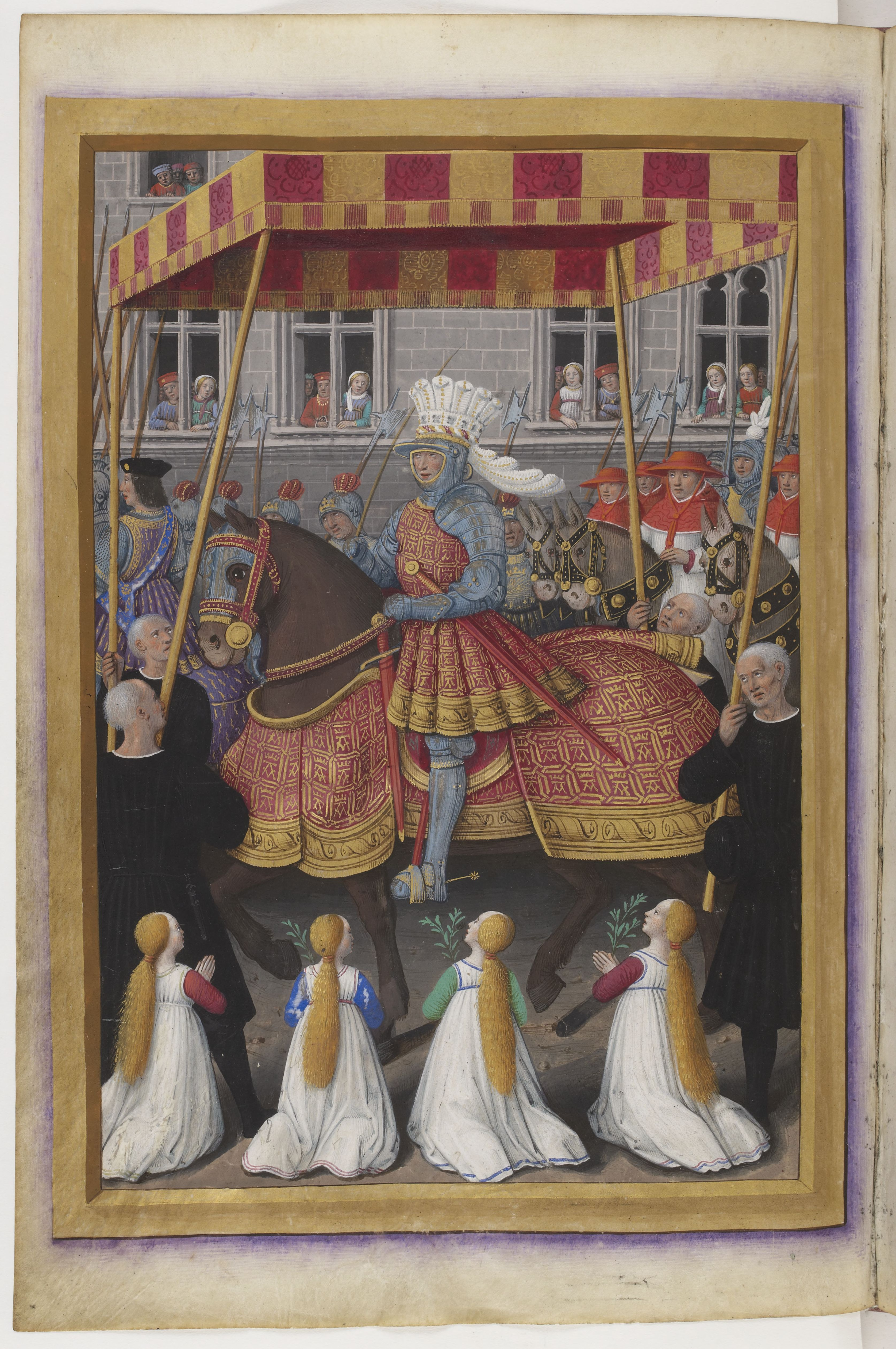
Miniature de Jean Bourdichon pour le Voyage de Gênes de Jean Marot, 1508.

Ils ne formaient pas une « école » mais, proches des princes, diplomates ou secrétaires, et communiquant parfois entre eux, ils ont adopté des « principes d’écriture » comparables. Ces poètes vivent dans des cours princières ou royales. Ils sont payés pour montrer leur virtuosité, mais aussi pour louer le mécène qui les nourrit. Bien que rejetant toute contamination d’avec le monde vulgaire hors de ces cours, les grands rhétoriqueurs ne formaient pas un groupe homogène ou un mouvement littéraire organisé. Il existait de grandes différences dans les projets de création individuelle de chaque rhétoriqueur. Néanmoins, ces poètes montrent de grandes similitudes dans l’invention poétique et l’expérimentation sonore. La multiplicité des lectures de certains textes a été comparée à la musique polyphonique du XVe siècle de l’école bourguignonne et de l’école franco-flamande (comme la musique d’Ockeghem). Leur fascination pour les copia, les jeux verbaux et les difficultés d’interprétation rattachent les grands rhétoriqueurs à des figures de la Renaissance comme Érasme et Rabelais.

## Techniques

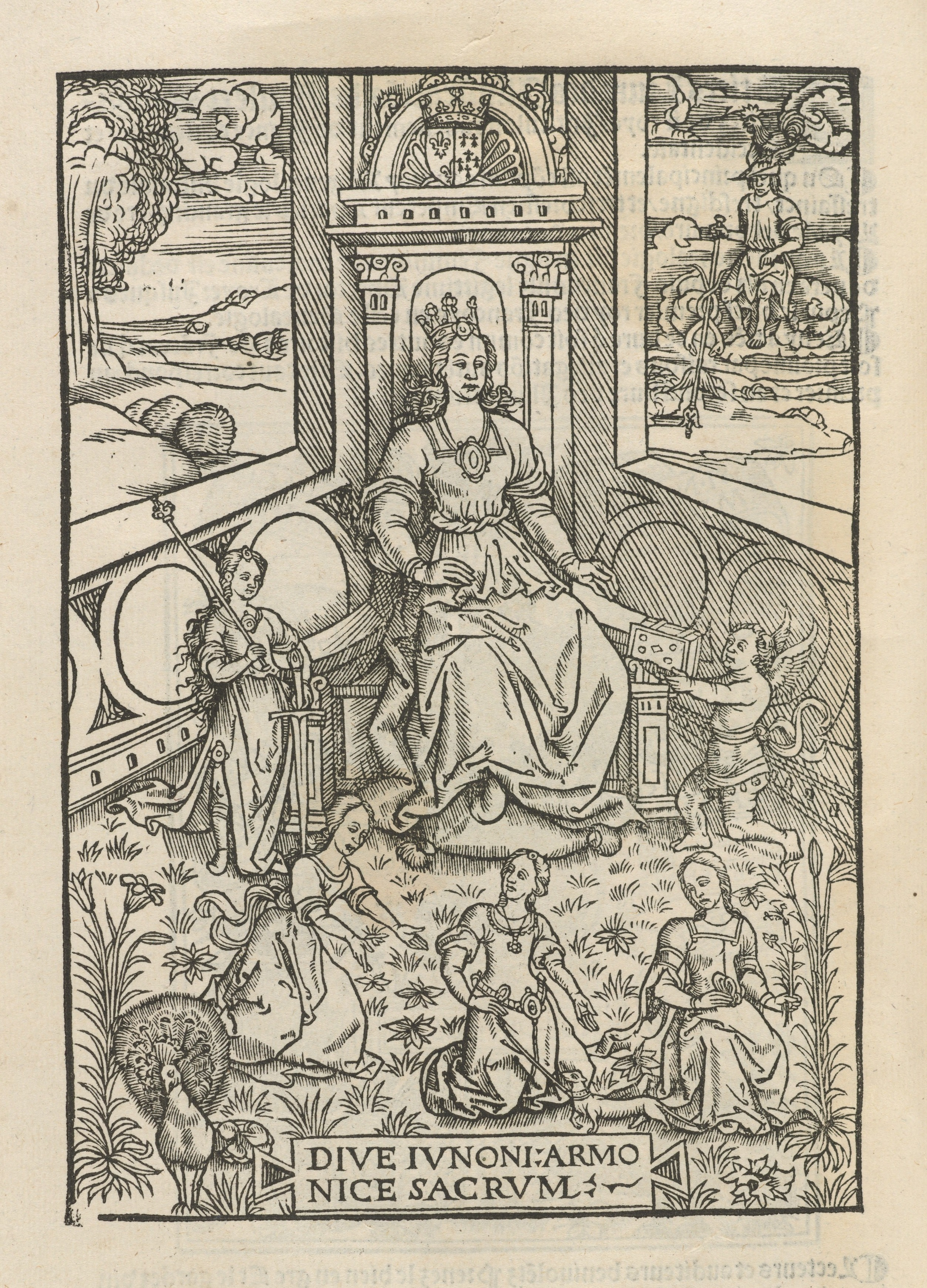
Les Illustrations de Gaule et sĩgularitez de Troye de Jean Lemaire de Belges, 1512.

Innovateurs, ils affirment leur virtuosité technique dans des poèmes amples et surchargés, développent les métaphores, multiplient les jeux poétiques (acrostiches, palindromes, fatras, rimes équivoquées, coq-à-l’âne…) Ces occupations permettent d’explorer les potentialités de la langue française à un moment où celle-ci est en train de se stabiliser : ces poèmes ont une fonction d’illustration de la langue.
La poésie des grands rhétoriqueurs est une poésie complexe qui se caractérise par l’abondance d’ornements poétiques voyants, et notamment une versification complexe. Cette poésie a recours à des formes fixes souvent difficiles comme la ballade, le chant royal mais aussi le rondeau (poème bref dans lequel la première partie du premier vers revient à la fin des strophes) ou l’épître. On recherche ici des rimes riches et difficiles, en particulier la rime équivoquée (rime qui résulte d’un jeu de mots), batelée (l’hémistiche rime avec la fin du vers), couronnée ou encore enchainée. Le groupe est également crédité de la promotion de l’alternance entre rimes « masculines » (vers se terminant par un son autre qu’un « e » muet) et rimes « féminines » (vers se terminant par un « e » muet).

## Déclin
François Villon se distingue par plusieurs traits personnels des grands rhétoriqueurs, bien qu'il ait fréquenté, comme eux, une cour : celle de Charles d'Orléans à Blois, mais sans succès. L'expression de sa persona se développe dans ses poèmes avec une versification, une force et une variété jusque-là inédites. Son œuvre renouvelle le genre du dit qui s'était épanoui avec les trouvères et marque l'épuisement progressif du lyrisme courtois et chevaleresque au XVIe siècle.
Le déclin de la poésie des grands rhétoriqueurs s'explique par le renforcement de l'autorité royale à partir de Charles VII sur les grands féodaux qui entretenaient une cour, alors même que la veine réaliste est portée par l'urbanisation de la population due aux destructions de la Guerre de Cent Ans et les transferts de richesses provoqués par l'inflation et la spéculation. Cette veine trouve une expression annonciatrice de François Villon chez Pierre de Nesson, Michault Taillevent, Pierre Chastellain ou Jehan Regnier (thèmes de l'infortune, du temps qui passe et de la mort).
À la fin des années 1540, la Pléiade a considéré les grands rhétoriqueurs comme les représentants d’une tradition médiévale dépassée (tout particulièrement Joachim Du Bellay dans La Défense et illustration de la langue française). Cette prise de distance peut également avoir eu des motivations liées à l'esprit de classe et au renforcement du sentiment national : de nombreux poètes et écrivains grands rhétoriqueurs étaient des roturiers au service de la cour de Bourgogne, tandis que le cercle de Ronsard était entièrement français et dominé par les nobles.

## Réhabilitation
Les « grands rhétoriqueurs » ont été tout à fait oubliés avant qu’un regain d’intérêt par des spécialistes aux XIXe et XXe siècles et divers travaux, notamment ceux de Paul Zumthor, ne contribuent à les réhabiliter pour leur esprit d’innovation et leur recherche esthétique. Leurs jeux verbaux et l’expérimentation sonore ont été loués par des groupes littéraires contemporains, y compris les auteurs de l’Oulipo dont ils préfigurent en quelque sorte les recherches et les exercices de style.
Le poète Jean-Pascal Dubost affirme s'inspirer beaucoup des poètes baroques et des grands rhetoriqueurs 

## Grands rhétoriqueurs
Sont considérés comme « grands rhétoriqueurs » :
XIVe siècle
- Guillaume de Machaut (vers 1300-1377), compositeur et poète considéré comme le grand précurseur du mouvement[2].

XVe siècle
- Jean Robertet (v. 1425-1503), à la cour de Bourbon
- Georges Chastelain (1415-1475), à la cour de Bourgogne
- Henri Baude (1415-1490), à la cour de France
- Jean Meschinot (1422-1490), à la cour de Bretagne
- Olivier de la Marche (1425-1502), à la cour de Bourgogne
- Jean Molinet (1435-1507), à la cour de Bourgogne
- Octavien de Saint-Gelais (1468-1502)

XVIe siècle
- Jean Marot (v. 1450-1526), à la cour de France
- Guillaume Crétin (v. 1460-1525)
- André de La Vigne (v. 1470-ap. 1515)
- Jean Lemaire de Belges (1473-1515 ?), à la cour de Bourgogne, puis de France
- Pierre Gringore (1475-1539)
- Jean Bouchet (1476-1557)